# Microtropis pallens
Microtropis pallens är en benvedsväxtart som beskrevs av Pierre. Microtropis pallens ingår i släktet Microtropis och familjen Celastraceae. Inga underarter finns listade.